# Sundbyholms naturvårdsområde
Sundbyholm är ett naturvårdsområde (sedan 1999 likställt med naturreservat) i Eskilstuna kommun i Södermanlands län. Området ligger cirka 1 mil nordöst om Eskilstuna, vid tätorten Sundbyholm. Den södra delen av småorten Mora ligger till viss del inom området. Sundby kyrka ligger i naturvårdsområdets södra del. Vandringsleden Gyllenhielmska leden går hit från Årby. Sundbyholms slott ligger i områdets norra del och här finns även småbåtshamn, lekpark och badplats.
Naturreservatet Sundbyholmsåsen ligger inom Sundbyholms naturvårdsområde.

## Naturvårdsområdet
Naturvårdsområdet bildades 1987 och omfattar 735 hektar varav 583 hektar land och 152 hektar vatten. Syftet är att värna om natur- och kulturvärden. Främst landskapsbilden med odlingslandskapet men också fornlämningarna och äldre bebyggelse. Friluftslivet och turismen ska också gynnas av områdets skydd. Sundbyholm är känt för att ha Europas nordligaste bokskog. Ett annat syfte är att förstärka anknytningen till naturreservatet Ridö-Sundbyholmsarkipelagen som ligger omedelbart norrut från Sundbyholm.

### Fornminnen
Ett flertal fornminnen finns här, bland annat gravfält och stensättningar. Områdets mest kända fornminne är Sigurdsristningen.

## Bilder

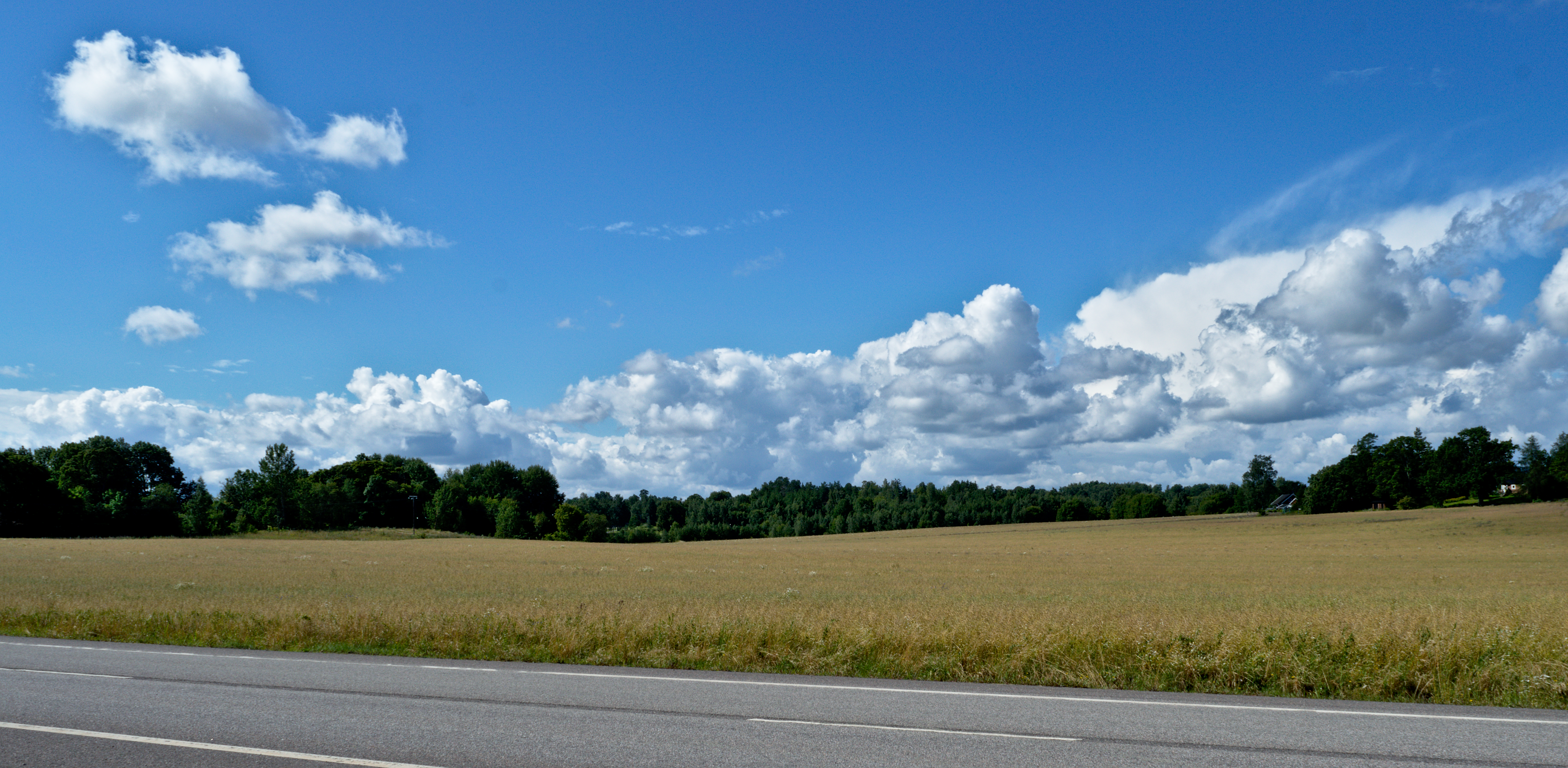
Odlingslandskap utmed Mälarvägen i södra delen.
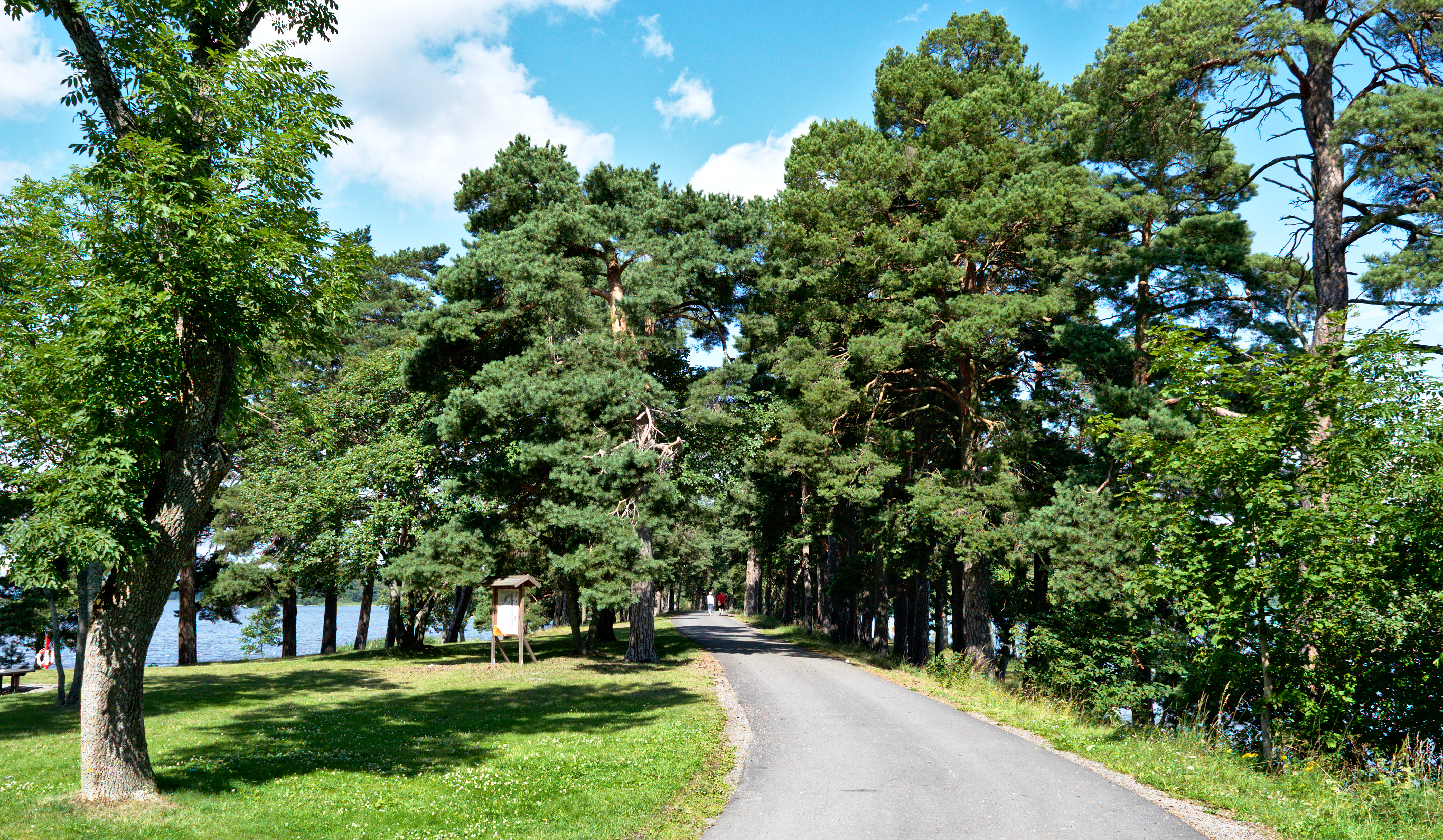
Träd på Broudden vid badplatsen i norra delen.
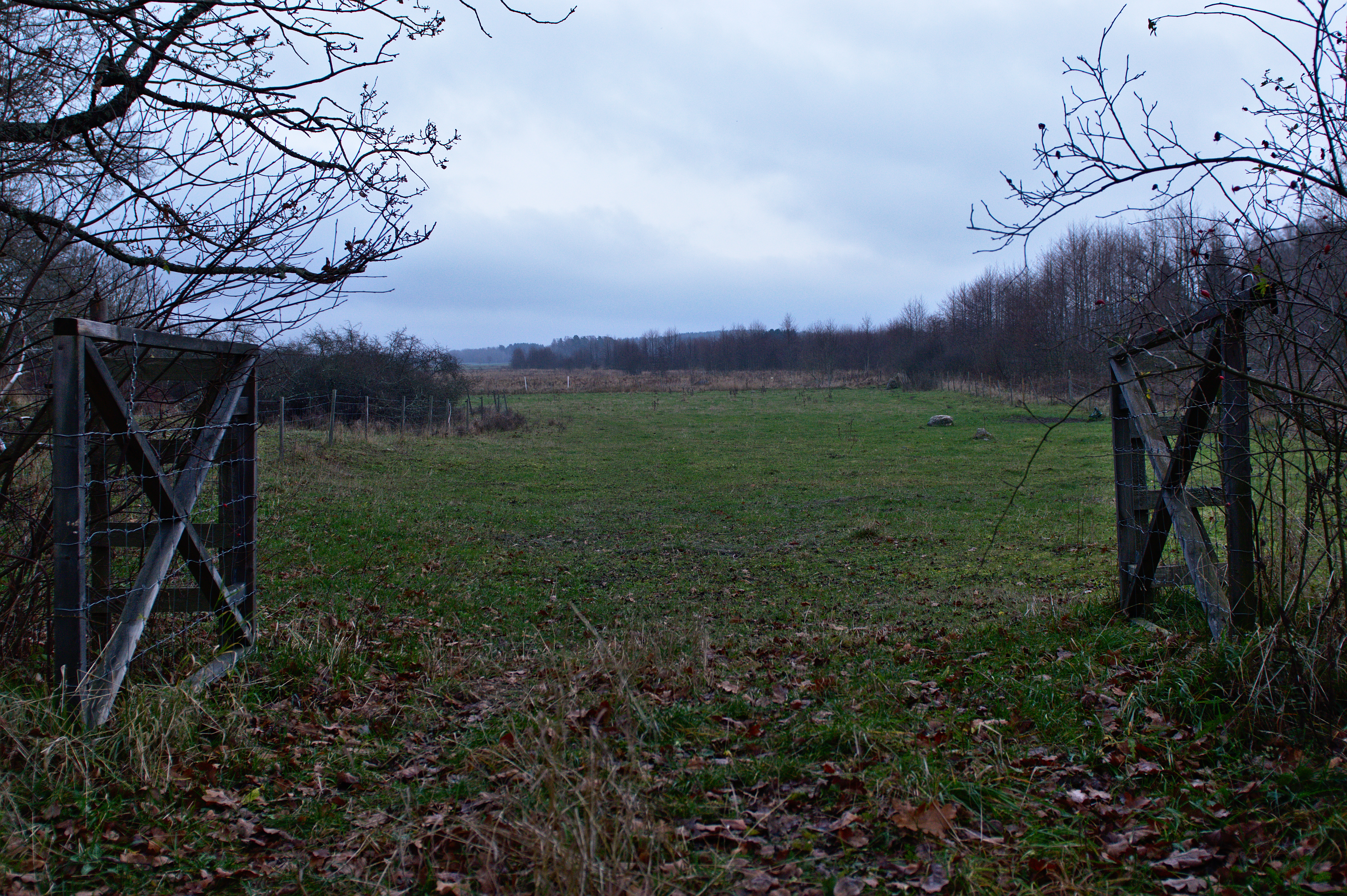
Betesmark vid Ramsundsån.
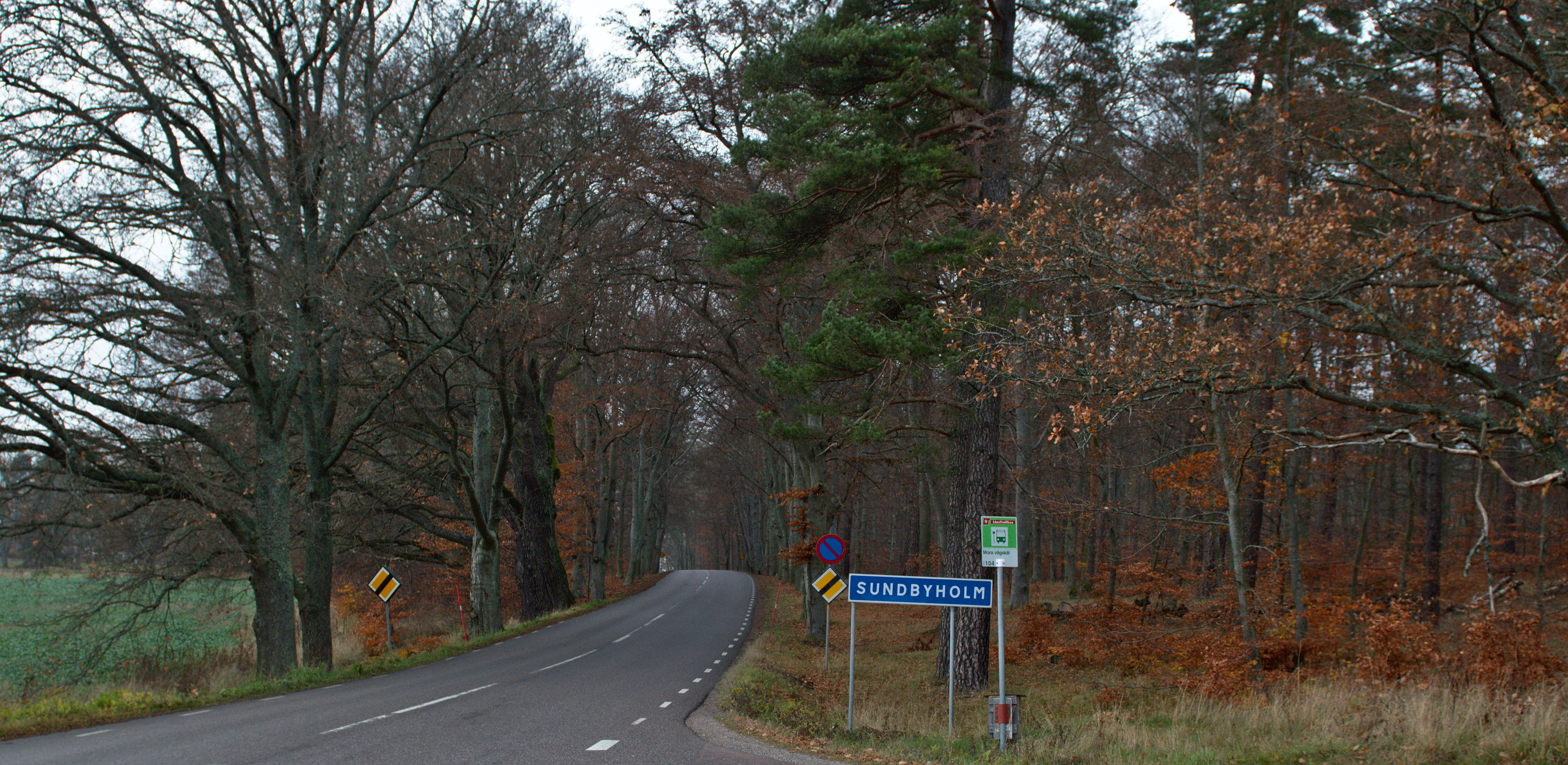
Bokskogen vid infarten mot tätorten.